# Nebraska
Nebraska — український рок-гурт, створений у 1992 році під назвою «Механічний апельсин». У 2016 році старий гурт припинив існування, його учасники тепер входять до складу нового гурту Nebraska. «Механічний Апельсин» був постійним учасником багатьох українських рок-фестивалів (зокрема «ЗАХІД», «Кордон», «Бандерштат»), дискографія гурту налічує 5 альбомів, та участь у збірках і компіляціях. Диски гурту в продажу в Україні, США та Канаді.

## Історія
Гурт «Механічний Апельсин» створено в 1992 році Юрієм «Апельсином». В перші роки існування команда стала лауреатом фестивалю «Цвіт папороті-94», багато концертувала і лишила після себе концертне демо. Далі були проблеми з складом, які вдалося вирішити аж в 1996 році. Тоді гурт записав два магнітоальбоми (які так і не вийшли) і вів активну концертну діяльність до 1999 року. В період 1999—2009 музиканти займалися іншими проектами. В 2009 «Механічний Апельсин» було відроджено, зібрався сталий колектив, було записано дебютний альбом «Бойчуцький Блюз».

## Склад гурту
- Юра  «Апельсин» Капко
- Андрій Пилат
- Андрій Мокрицький

## Дискографія

### Альбоми
Механічний апельсин
- «Дрогобицький рок-н-ролл» — (Компіляція) (Рекорд-лейбл «Ліда» 2009 р. — «Де ти була?» та «Моя колишня»)
- «Бойчуцький Блюз» (LP) — (Рекорд-лейбл «Ліда» 2009 р. — дебютний альбом)
- «ОТАКОВО» (LP) — (Рекорд-лейбл «Фенікс» 2010 р. — акустичний кантрі-альбом)
- «Апельсиновий Механізм» (LP) — (Рекорд-лейбл «Фенікс» 2011 — альбом реміксів створений Вадимом Гнатюком).
- «Цирк Квітів» (LP) — (Рекорд-лейбл «Moon Records» 2011 — перший диск «Механічного Апельсину» що вийшов за кордоном в Канаді та США)
- «Ти сама …» (LP) — (DIY-лейбл «1914» 2012 — альбом дуетів з іншими виконавцями: «Мотор'ролла», «АННА», «Брем Стокер» та ін.)

Nebraska
- «КАНТРІ УКРАЇНСЬКОЮ» (CD, 2017) — «ІНДЮК РЕКОРДС» (м. Рівне) та «GRr» (м. Івано-Франківськ)

### Сингл
- «Пам'яті загиблих байкерів» — перший сингл з нового альбому гурту «Механічний Апельсин»<[3]